# Mathieu Gnanligo
Mathieu Gnanligo, född 13 december 1986, är en friidrottare från Benin. Han deltog vid olympiska sommarspelen 2008.